# البيح (الصومعة)

تعديل مصدري - تعديل

البيح هي إحدى قرى عزلة العروين بمديرية الصومعة التابعة لمحافظة البيضاء، بلغ تعداد سكانها 204 نسمة حسب تعداد اليمن لعام 2004.